# Cartagena (Spiel)
Cartagena: Die Flucht ist ein Spiel des italienischen Spieleautors Leo Colovini. Das Spiel für zwei bis fünf Spieler ab acht Jahren hat eine sehr einfache Spielregel und ist 2000 bei Venice Connection erschienen. Die von Venice Connection lizenzierte, deutsche Version erschien im selben Jahr bei Winning Moves.
2001 wurde Cartagena mit einem Spiele Hit – Spiele für Familien des österreichischen Spielepreiseses (Spiel der Spiele) als „Spiele Hit für Familien“ prämiert, im selben Jahr wurde es mit dem französischen Spielpreis As d’Or (As d’Or du jeu de tactique) ausgezeichnet und 2002 erhielt es den Niederländischen Spielepreis.
Ziel des Spieles ist es, als Erster auf der Flucht seine sechs Spielsteine durch einen Tunnel oder über einen engen Pfad in ein rettendes Boot zu bringen.

## Spielausstattung
Das Spielmaterial besteht neben der Spielanleitung aus 
- sechs Spielplanteilen,
- einem Boot,
- 102 bzw. 90 Karten (je nach Ausgabe),
- 30 bzw. 25 Spielfiguren (je nach Ausgabe),
- einer oder keiner Pfeilkarte (je nach Ausgabe),
- einem oder keinem Sammelplatz (je nach Ausgabe) und
- fünf oder keinen Flaggen (je nach Ausgabe).

## Spielverlauf

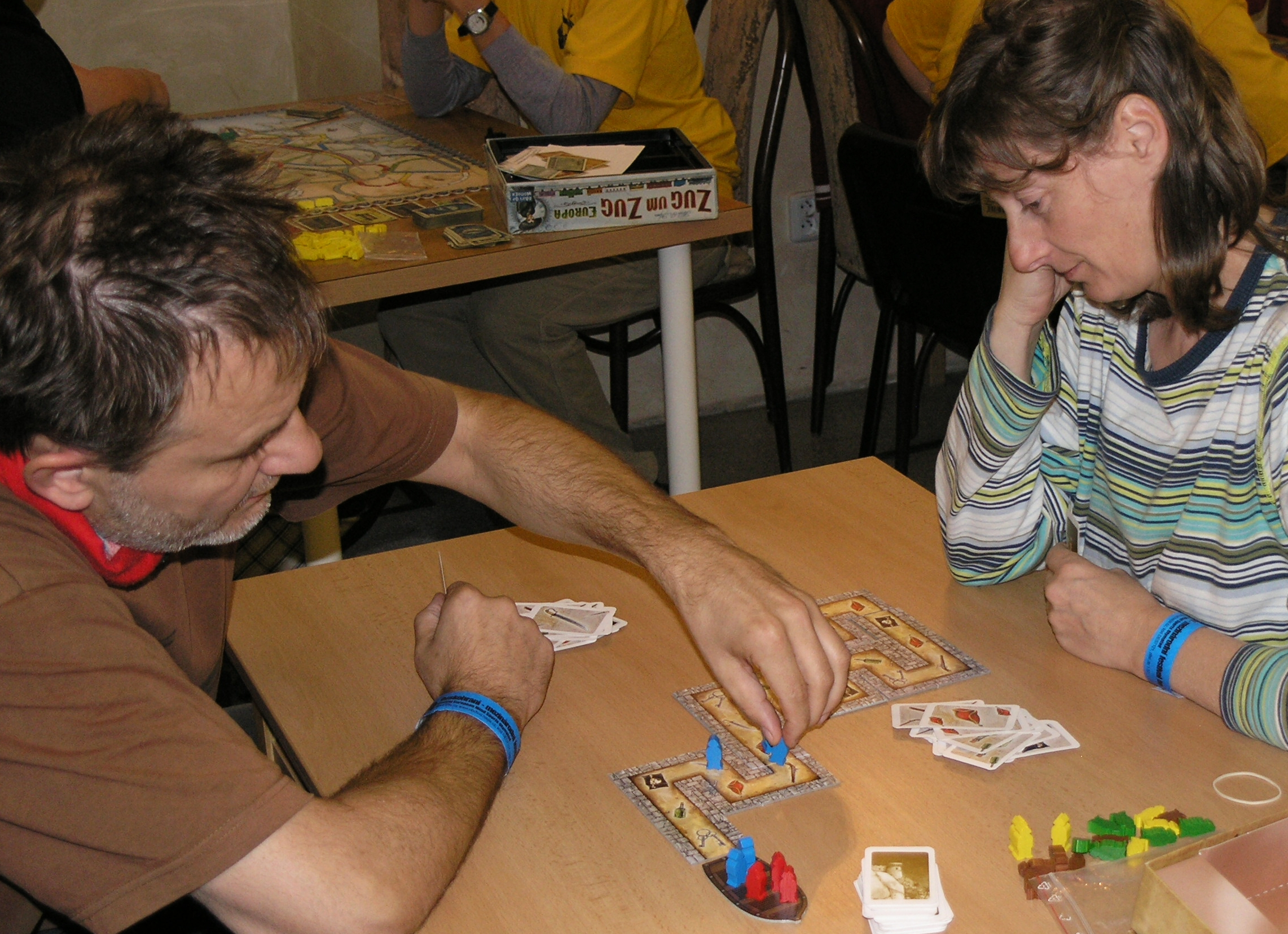
Cartagena

Der Spielplan (abgebildet ist je nach Ausgabe ein Pfad durch den Dschungel bzw. Tunnel) wird zunächst aus sechs Platten zusammengelegt, welche jeweils sechs Felder mit je einem der sechs verschiedenen Symbole haben. Da sie in beliebiger Reihenfolge kombiniert werden können, gibt es ein variables Spielbrett mit 36 Feldern. Jeder Spieler erhält einen kleinen Vorrat an Handkarten.
Spielt man ein Spielkarte von der Hand aus, darf man eine beliebige eigene Figur auf dem Spielplan zum nächsten freien Feld mit dem auf der Karte abgebildeten Symbol vorziehen. Insbesondere überspringt man also Felder, auf denen bereits eigene oder fremde Spielsteine stehen, und solche, deren Symbol nicht auf der ausgespielten Karte abgebildet sind. Das macht die taktische Herausforderung des Spiels aus: Zum richtigen Zeitpunkt zu ziehen und seine Figuren wenigstens ein bisschen zusammenzuhalten, da nur durch das gelegentliche Überspringen von Feldern ein zügiges Vorankommen gesichert ist, während einzeln verbleibende Figuren sich nur langsam vorwärts bewegen.
Neue Handkarten erhält man durch freiwilliges Rückwärtsziehen einer eigenen Spielfigur. Man zieht dabei immer zum nächsten Feld zurück, auf dem mindestens ein und höchstens zwei Piraten stehen. Zieht man auf ein Feld zurück, auf dem lediglich ein Pirat steht, erhält man eine Handkarte. Stehen dort bereits zwei Piraten, erhält man zwei neue Handkarten. Leere Felder und Felder mit drei Piraten werden beim Rückwärtsziehen übersprungen. Mehr als drei Piraten können demnach nie auf einem Feld stehen.

## Varianten
Das Spiel bietet in den Ausgaben 2000 und 2008 zwei Varianten an: Bei der glücksintensiveren Jamaika-Variante werden Handkarten und Nachzugstapel verdeckt gehalten, während bei der Tortuga-Variante sowohl die Handkarten als auch die ersten zwölf Karten des Nachzugstapels offen ausgelegt werden, was das Glücksmoment minimiert. In der Ausgabe von 2013 entfiel die Tortuga-Variante, dafür wurde eine vereinfachte Jamaika-Variante "Basisspiel" hinzugefügt.

## Ausgaben
Das Spiel wurde von dem italienischen Spieleautor Leo Colovini entwickelt und in dessen Verlag Venice Connection im Jahr 2000 veröffentlicht. In der Folge erschien es international in mehreren Sprachversionen.
Im deutschsprachigen Raum gibt es von dem Spiel drei unterschiedliche Auflagen, die ersten beiden von 2000 und 2008 erschienen bei Winning Moves und die dritte von 2013 bei Ravensburger. In der ursprünglichen Auflage werden die Piraten durch einfache Pöppel dargestellt, während sie bei den späteren durch schöner gestaltete Spielfiguren ausgetauscht wurden. Bei der Ravensburger-Ausgabe von 2013 fliehen die Piraten durch einen Dschungel statt einen Tunnel, die Spiel-Varianten als auch der Umfang des Spielmaterials wurden verändert. Die Ausgaben enthalten drei unterschiedliche Regelungen fürs Passen, was Patt-Situationen ermöglicht bzw. verhindert.
2006 erschien mit Cartagena 2: Das Piratennest eine Fortsetzung, wobei insbesondere der Pfad unterbrochen wurde und neue Handkarten durch Vorwärtsziehen der generischen Spielsteine erlangt werden. Die Regeln als auch Züge wurden dadurch anspruchsvoller, ohne die Spielmechanik oder die Atmosphäre grundlegend zu ändern, es kann auch mit den Regeln des ersten Titels gespielt werden. 2008 erschien mit Cartagena 3: Die Goldinsel eine weitere Fortsetzung mit deutlich umfangreicheren Änderungen. 2011 erschien Cartagena als App.